# Чембары
Чембары́ — село в Свободненском районе Амурской области России. Входит в состав Черновского сельсовета.

## География
Село Чембары стоит на левом берегу реки Большая Пёра (приток Зеи), напротив административного центра Черновского сельсовета села Черновка.
Село Чембары расположено к северу от районного центра города Свободный, расстояние по автодороге Свободный — Углегорск (через Черновку, Юхту и Дмитриевку) — 31 км.
От села Чембары на юг идёт дорога к селу Нижние Бузули.

## Население
| 2002 | 2010 | 2012 | 2013 | 2014 | 2015 | 2016 |
| ---- | ---- | ---- | ---- | ---- | ---- | ---- |
| 398  | ↘358 | ↗367 | ↗371 | ↘366 | ↗369 | ↘368 |
| 2017 | 2018 |      |      |      |      |      |
| ↘367 | ↘366 |      |      |      |      |      |

## Улицы
| - ул. Заречная, - ул. Зелёная, - ул. Колхозная, - ул. Набережная, | - ул. Новая, - ул. Центральная, - ул. Школьная. |